# 马来语克里奥尔语
克里奥尔马来语是以马来语为基础的克里奥尔语。

### 泰國
- 吉打話：主要分布于沙敦府。

### 馬來西亞
- 吉打話：主要分布于吉打、檳城、霹靂州和玻璃市。
- 峇峇話：主要分布于馬來西亞、新加坡、印尼，为海峡华人的传统语言之一，混合爪哇语和漢語，特別是閩南話，如今几乎失传。
- 仄迪話：主要分布于馬來西亞，为土生印度人的传统语言之一，混合爪哇语和許多印度語言，特別是泰米爾語，但如今向標準馬來語靠攏，几乎失传。
- 沙巴馬來話（英语：Malay_trade_and_creole_languages#Sabah Malay）

### 新加坡
- 新加坡巴刹马来语（英语：Malay_trade_and_creole_languages#Singapore_Bazaar_Malay）
- 峇峇話

### 印尼
- 巴达维亚话：主要分布于雅加達(雅加達以前称为Betawi)，混合爪哇语、巽他语、漢语、葡萄牙语、荷蘭语、巴厘语，使用人口约270萬人（1993年统计）。
- 望加锡馬來語（英语：Makassar_Malay）
- 峇里馬來語（英语：Balinese_Malay）
- 拉蘭圖卡話（英语：Larantuka Malay）：主要分布于拉蘭圖卡區，受葡萄牙语影響。
- Javindo（英语：Javindo）：一種荷兰克里奥尔语，分佈於爪哇，印尼土生荷蘭人（英语：Indo people）的語言之一。
- Petjo（英语：Petjo）：另一種荷兰克里奥尔语，分佈於爪哇，印尼土生荷蘭人（英语：Indo people）的語言之一。
- 峇峇話
  - 印尼峇峇話：海峡华人的传统语言之一。

#### 印尼東部
- 巴占馬來語：主要分布于巴占群岛，有別於安汶话和德那第话。
- 萬鴉老話：主要分布于萬鴉老，受到德那第话、荷兰语、米納哈薩話以及少许的西班牙语、葡萄牙语的影響。
- Gorap（英语：Malay_trade_and_creole_languages#Gorap）
- 德那第话（英语：North Moluccan Malay）：主要分布于德那第島、蒂多雷島、哈馬黑拉島、北馬魯古省、蘇拉群島。
- 古邦话（英语：Kupang Malay）：主要分布于古邦市，混合荷兰语、葡萄牙语和一点的当地土话。
  - 阿洛馬來語（英语：Alor Malay）：主要分布于阿洛群岛
- 安汶马来语：主要分布于安汶島，混合荷兰语、葡萄牙语和一点的当地土话。
- 班达话（英语：Bandanese Malay）：主要分布于班达群岛，有別於安汶话。
- 巴布亞馬來語（英语：Papuan Malay）
  - Serui Malay（英语：Serui Malay）

### 斯里蘭卡
- 斯里兰卡马来語：混合僧伽羅语、泰米爾语，为斯里兰卡马来人的传统语言之一。

### 澳大利亞
- 古邦话
  - 布鲁姆採珠马来語（英语：Broome Pearling Lugger Pidgin）布鲁姆採珠（英语：Pearling lugger）業者的職業語言.
- 巴达维语
  - 科科斯马来语：科科斯马来人的传统语言之一。